# Traudel Sperber
Traudel Sperber (* 8. April 1957 in Hamburg) ist eine deutsche Schauspielerin, Hörspiel- und Synchronsprecherin.

## Leben
Traudel Sperber ist in Hamburg geboren und wuchs am Stadtrand Hamburgs auf. Von 1973 bis 1977 besuchte sie das Bühnenstudio Hedi Höpfner in Hamburg,  wo sie 1977 ihre Ausbildung als Schauspielerin abschloss. Während ihrer Ausbildung spielte sie bereits am Klecks Theater in Hamburg und drehte einen Mehrteiler mit dem Namen Das Familientraining, in dem sie eine Hauptrolle übernahm. Von 1977 bis 1984 war sie an verschiedenen Theatern in Deutschland fest engagiert. 1984 kehrte sie zurück nach Hamburg und ist seitdem als freiberufliche Schauspielerin, an verschiedenen Theatern sowie bei Film und Fernsehen, tätig. 1986 begann sie zusätzlich als Hörspiel- und Synchronsprecherin zu arbeiten und lieh u. a. Shirley MacLaine, Mira Sorvino, Daryl Hannah oder Jennifer Darling ihre Stimme. Auch ist Sperber in den deutschen Synchronfassungen der Anime Soul Eater (als Medusa) und Naruto Shippuden (als Konan) zu hören. Sie arbeitet ebenfalls als Synchronregisseurin.
Ihr Sohn Lukas T. Sperber arbeitet wie seine Mutter als Schauspieler und Sprecher.

## Auszeichnungen
- Boy-Gobert-Preis für die Darstellung der „Desdemona“ aus Othello.

## Filmografie (Auswahl)
- 1976 Das Familientraining
- 1978 Tatort – 30 Liter Super
- 1986 Tatort – Leiche im Keller
- 1988 Lebenslänglich
- 1988 Großstadtrevier – Zielschuss rot
- 1990 Midnight Angel
- 1992 Sonntag und Partner – Schiffbruch
- 1993 Eberhard Feik Special
- 1994 Beim nächsten Kuß knall’ ich ihn nieder
- 1995 Großstadtrevier – Der Ex-Freund
- 1995 SOKO 5113 – Spiel mit dem Feuer
- 1996 Faust – Spaghetti Bolognese
- 1998 Großstadtrevier
- 1999 Mordkommission – Chiffre 6969
- 2000 Die Affäre Semmeling
- 2002 Der Aufstand
- 2003 Adelheid und ihre Mörder – Haie und kleine Mieter
- 2003 Am Kap der Liebe
- 2004 Charlotte und ihre Männer
- 2004 Der Ermittler – Bittere Wahrheit
- 2004 Spiele der Macht – 11011 Berlin
- 2004 Der Dicke – Zu viele Klienten
- 2004 Ein Fall für zwei – Tod im Hochhaus
- 2005 Einfache Leute
- 2007 Die Jäger des Ostsee-Schatzes
- 2007 Notruf Hafenkante – Luckys letzter Coup
- 2008 Stubbe – Von Fall zu Fall – Im toten Winkel
- 2009 Mörder auf Amrum
- 2009 Vater Morgana
- 2011 Mörderisches Wespennest
- 2011 Der Dicke – Späte Reue
- 2011 SOKO Wismar – Die Fremde
- 2012 Die Pfefferkörner – Ninas Geheimnis
- 2012 Großstadtrevier – Butter bei die Fische
- 2012 Heiter bis tödlich: Morden im Norden – Schuss ins Blaue
- 2016 Nord bei Nordwest – Der Transport
- 2020 Friesland – Aus dem Ruder

## Hörspiele
- Elisabeth Herrmann: Schlick. Regie: Sven Stricker. Radio-Tatort, NDR 2010.

## Synchronrollen
- 2000–2011: Bob der Baumeister – Kate Harbour als Mixi
- 2002–2006: McLeods Töchter – Inge Hornstra als Sandra Kinsella-Ryan
- 2007–2017: Naruto Shippuden – Atsuko Tanaka als Konan
- 2008–2009: Soul Eater – Hōko Kuwashima als Medusa
- 2012: Under the Bed – Es lauert im Dunkeln als Angela Hausman
- 2015–2021: Navy CIS: New Orleans – Callie Thorne als Sasha Broussard
- 2019: Ninjago – Patricia Drake (in 11x21 und 11x25) als Sorla
- 2019–2021: Auckland Detectives – Hera Dunleavy als Dr. Miriam Adams

## Hörbücher
- Agatha Christie: Miss Marple, Die Tote in der Bibliothek, Der Hörverlag, ISBN 978-3-89940-786-0
- Colin Cotterill: Dr. Siri und die Geisterfrau (Hörbuch Download, Dr. Siri ermittelt 9, gemeinsam mit Peter Weis), Der Hörverlag, ISBN 978-3-8445-2179-5